# Traian Cotigă
Traian Cotigă (n. 1910, Focșani - d. 22 septembrie 1939) a fost un avocat român legionar, asasinat.  
Traian Cotigă s-a născut la Focșani; a urmat Facultatea de Drept din București. A fost președinte al Uniunii Naționale a Studenților Creștini din România (UNSCR) în perioada 1935-1936.  
Traian Cotigă a fost un remarcabil talent oratoric. Parlamentar pe listele Partidului Totul pentru Țară în decembrie 1937, a fost arestat în 1938, internat în lagărul de la Miercurea Ciuc din ordinul lui Carol al II-lea. Traian Cotigă a fost condamnat la 7 ani închisoare, în procesul elitei legionare din iul. 1938 și deținut în lagărul Miercurea Ciuc, împreună cu alți conducători din elita legionară. Grav bolnav, este transferat la Spitalul Militar din Brașov. Pe 22 septembrie 1939, a doua zi după asasinarea de către legionari a lui Armand Călinescu, este ridicat împreună cu alți șase camarazi și împușcat, la fel ca alți 253 de legionari din toată țara. 